# آب‌انبار شادقلی‌خان
آب‌انبار شادقلی خان مربوط به دوره قاجار است و در قم، ضلع جنوبی فازچهارم، خیابان ۴۵ متری عمار یاسر واقع شده و این اثر در تاریخ ۱۱ مرداد ۱۳۸۴ با شمارهٔ ثبت ۱۲۵۴۵ به‌عنوان یکی از آثار ملی ایران به ثبت رسیده‌است.